# Usedlost

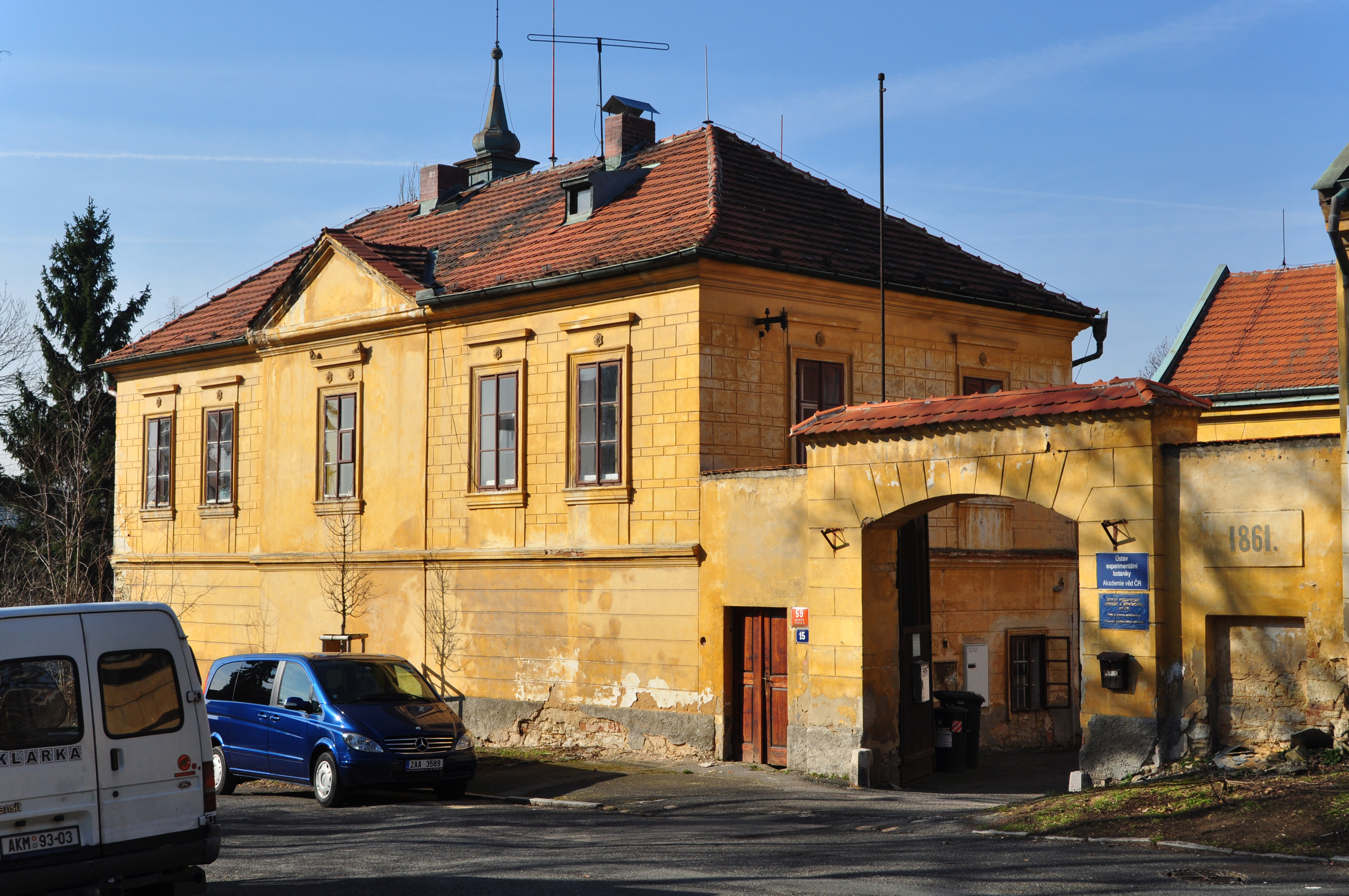
Usedlost Perníkářka

Usedlost je venkovským, samostatně stojícím obytným objektem. Je považována za základní sídelní jednotku krajiny. Obvykle byl tento objekt spojen s rolnickým hospodářstvím. Toto označení se objevuje po období feudalismu.